# Chemistry Europe
Chemistry Europe（前名称はChemPubSoc Europe）は、欧州15か国、16の化学会の組織であり、7万5千人を超える化学者を代表している。様々な分野を扱う化学系の学術雑誌を発行している。
1995年にドイツ化学会が主導して設立された。最初に発行された雑誌は1995年創刊のChemistry—A European Journalであった。1998年に、6つの化学会が参加してEuropean Journal of Inorganic ChemistryとEuropean Journal of Organic Chemistryが作られた。長年をかけて、多くの学会発行雑誌の統合が進み、2020年現在は15か国から16の学会が参加している。

## 参加学会
以下16の参加学会:
- オーストリア化学会（ドイツ語版） (GÖCH) - オーストリア
- 王立化学会 Société Royale de Chimie (SRC) - ベルギー
- 王立フラマン化学会（オランダ語版） (KVCV) - ベルギー
- チェコ化学会（チェコ語版） (ČSCH) - チェコ共和国
- フランス化学会（英語版） (SCF) - フランス
- ドイツ化学会 (GDCh) - ドイツ
- ギリシャ化学者協会（英語版） (EEX) - ギリシャ
- ハンガリー化学会（英語版） (MKE) - ハンガリー
- イタリア化学会（英語版） (SCI) - イタリア
- 王立オランダ化学会（英語版） (KNCV) - オランダ
- ポーランド化学会（英語版） (PTChem) - ポーランド
- ポルトガル化学会（ポルトガル語版） (SPQ) - ポルトガル
- スロバキア化学会（スロバキア語版） (SCHS) - スロバキア
- 王立スペイン化学会（英語版） (RSEQ) - スペイン
- スウェーデン化学会（英語版） (SK) - スウェーデン
- スイス化学会（ドイツ語版） (SCG) - スイス

## 雑誌
以下の学術雑誌がワイリー-VCHによって出版されている。
Chemistry—A European Journal、European Journal of Organic Chemistry、European Journal of Inorganic Chemistry、Chemistry—Methods、Batteries & Supercaps、ChemBioChem、ChemCatChem、ChemElectroChem、ChemMedChem、ChemPhotoChem、ChemPhysChem、ChemPlusChem、ChemSusChem、ChemSystemsChem、ChemistrySelect、ChemistryOpen、ChemistryViews。